# Bešinci
Bešinci falu Horvátországban, Pozsega-Szlavónia megyében. Közigazgatásilag Pozsegaszentpéterhez tartozik.

## Fekvése
Pozsegától légvonalban 14, közúton 21 km-re északra, községközpontjától 4 km-re északkeletre, Papuk-hegység déli lejtőin fekszik.

## Története
A középkorban a Poszada nevű település volt a helyén, melyet 1250-ben „Pazada” alakban említenek először. 1413 és 1416 között „Passzada” néven említik a korabeli források. A Partasovczi, majd a Garai család birtoka volt. A vidék többi településével együtt 1537 januárjában foglalta el a török. A török uralom idején a településnek katolikus horvát lakossága volt. 1698-ban Besinczi” néven 6 portával szerepel a török uralom alól felszabadított szlavóniai települések összeírásában. 1730-ban 12 ház állt a településen. A 18. században Bešinci mellett egy Đurak, vagy Đurakovac nevű falu is állt itt, mely később összeolvadt Bešincivel.
Az első katonai felmérés térképén „Dorf Besinczi”néven látható. Lipszky János 1808-ban Budán kiadott repertóriumában „Besinczi” néven szerepel. Nagy Lajos 1829-ben kiadott művében „Beshinczi” néven 22 házzal, 151 katolikus vallású lakossal találjuk.
1857-ben 110, 1910-ben 168 lakosa volt. 1910-ben a népszámlálás adatai szerint lakosságának 99%-a horvát anyanyelvű volt. Pozsega vármegye Pozsegai járásának része volt. Az első világháború után 1918-ban az új szerb-horvát-szlovén állam, majd később (1929-ben) Jugoszlávia része lett. 1991-ben lakosságának 99%-a horvát nemzetiségű volt. A településnek 2011-ben 88 lakosa volt.

## Lakossága
| Lakosság változása | Lakosság változása | Lakosság változása | Lakosság változása | Lakosság változása | Lakosság változása | Lakosság változása | Lakosság változása | Lakosság változása | Lakosság változása | Lakosság változása | Lakosság változása | Lakosság változása | Lakosság változása | Lakosság változása | Lakosság változása |
| ------------------ | ------------------ | ------------------ | ------------------ | ------------------ | ------------------ | ------------------ | ------------------ | ------------------ | ------------------ | ------------------ | ------------------ | ------------------ | ------------------ | ------------------ | ------------------ |
| 1857               | 1869               | 1880               | 1890               | 1900               | 1910               | 1921               | 1931               | 1948               | 1953               | 1961               | 1971               | 1981               | 1991               | 2001               | 2011               |
| 110                | 127                | 117                | 124                | 136                | 168                | 165                | 182                | 167                | 188                | 185                | 136                | 115                | 89                 | 111                | 88                 |

## Nevezetességei
A falu közepén álló római katolikus kápolnája a 18. században épült.